# Mallotus cauliflorus
Mallotus cauliflorus är en törelväxtart som beskrevs av Elmer Drew Merrill. Mallotus cauliflorus ingår i släktet Mallotus och familjen törelväxter. Inga underarter finns listade i Catalogue of Life.